# Waldsassengau
Der Waldsassengau (Waltsazigowe) war im Frühmittelalter ein ostfränkischer Gau. Das Gebiet umfasste die trockenen hochgelegenen Flächen von der östlichen Hälfte des Spessart (östlicher Teil) bis zum Gebiet zwischen Mainviereck und Maindreieck. Heute ist der linksmainische Waldsassengau namensgebend für die Allianz Waldsassengau, einen Zusammenschluss von 13 Gemeinden im westlichen Landkreis Würzburg. 

## Etymologie
Benannt ist der Waldsassengau bzw. „Waltsazi Gau“ nach den sogenannten Waldsassen („Waldsazzi“) oder „Waldseißen“ – d. h. im Wald Ansässigen – die das gegen Anfang des Mittelalters noch dicht bewaldete Gebiet westlich von Würzburg besiedelten. Davor war lange Zeit aufgrund der Bewaldung von einer Urbarmachung abgesehen worden und Ansiedlungen entstanden vor allem in Tälern in den wenigen lichten Bereichen.

## Gaugrafen
Beherrscht wurde der Waldsassengau von Gaugrafen, namentlich etwa Throand (oder Throandus), der 775 sein von ihm 768 gegründetes Kloster Holzkirchen dem Kaiser Karl schenkte.